# Балычев, Иван Моисеевич
Ива́н Моисе́евич Ба́лычев (6 сентября 1924 года — 22 ноября 1999 года) — участник Великой Отечественной войны, стрелок 957-го стрелкового полка 309-й Пирятинской стрелковой дивизии 40-й армии Воронежского фронта, Герой Советского Союза (23.10.1943), красноармеец.

## Биография
Родился 6 сентября 1924 года в селе Катанское ныне Великописаревского района Сумской области Украины в крестьянской семье. Русский. Окончил 7 классов. Работал в колхозе.
С сентября 1941 по август 1943 года жил на оккупированной немцами территории.
В августе 1943 года призван в ряды Красной Армии. Сражался на Воронежском и 1-м Украинском фронтах. Был ранен и контужен.
Указом Президиума Верховного Совета СССР от 23 октября 1943 года за мужество и отвагу, проявленные в боях против врага во время форсирования Днепра, красноармейцу Балычеву Ивану Моисеевичу присвоено звание Героя Советского Союза с вручением ордена Ленина и медали «Золотая Звезда» (№ 4956).
После войны отважный воин продолжал служить в рядах Вооружённых Сил СССР. С 1950 года И. М. Балычев — в запасе. Работал заведующим животноводческой фермы в колхозе «Коммунист». Принимал активное участие в массово-политической работе среди односельчан. Жил в селе Катанское Великописаревского района. Скончался 22 ноября 1999 года.

## Награды
- Медаль «Золотая Звезда» Героя Советского Союза (№ 4956)
- Орден Ленина
- Орден Отечественной войны I степени
- Медали, в том числе:
  - Медаль «За победу над Германией в Великой Отечественной войне 1941—1945 гг.»
  - Юбилейная медаль «Двадцать лет Победы в Великой Отечественной войне 1941—1945 гг.»
  - Юбилейная медаль «Тридцать лет Победы в Великой Отечественной войне 1941—1945 гг.»
  - Юбилейная медаль «Сорок лет Победы в Великой Отечественной войне 1941—1945 гг.»

## Память
- Похоронен в родном селе.